# Jhumpa Lahiri
Œuvres principales
- L'Interprète des maladies
- Un nom pour un autre

Jhumpa Lahiri, née Nilanjana Sudeshna Lahiri le 11 juillet 1967 à Londres (Royaume-Uni), est une écrivaine américaine d'origine indienne.

## Biographie

### Jeunesse et études
Jhumpa Lahiri naît à Londres de parents bengalis. Elle émigre avec sa famille à l'âge de deux ans, pour s'installer aux États-Unis. Elle grandit à Kingston au Rhode Island, où son père travaille à la bibliothèque de l'université du Rhode Island. Elle fait des études de littérature anglaise et de littérature comparée au Barnard College (université Columbia), et obtient un doctorat en études de la Renaissance à l'université de Boston, avant de s'installer à New York avec son mari.

### Parcours professionnel
Elle obtient le prix Pulitzer de la fiction en 2000 pour son recueil de nouvelles intitulé L'Interprète des maladies (Interpreter of Maladies), paru en 1999.
En 2002, elle reçoit une bourse Guggenheim.
L'année suivante, elle publie le roman Un nom pour un autre (The Namesake), adapté au cinéma sous le même titre par la réalisatrice Mira Nair en 2006.
Sur une terre étrangère (Unaccustomed Earth), son second recueil de nouvelles, s'inscrit, à sa parution en 2008, en tête de la New York Times Best Seller list.
Son roman Longues Distances (The Lowland), publié en 2013, est nommé pour le prix Booker et le National Book Award.
Elle est professeur d'écriture créative à l'université de Boston, puis, à partir de juillet 2015, à l'université de Princeton.
Ayant appris l'italien, elle a écrit dans cette langue un essai intitulé En d'autres mots (In altre parole), paru en 2015 puis un roman en mars 2021 Où je suis (éditions Chambon) et le recueil de nouvelles Racconti romani en 2022.

## Œuvre

### Romans
- The Namesake (2003) Publié en français sous le titre Un nom pour un autre, traduit par Bernard Cohen, Paris, Éditions Robert Laffont, coll. « Pavillons », 2006, 354 p.  (ISBN 2-221-10064-6)
- The Lowland (2013) Publié en français sous le titre Longues Distances, traduit par Annick Le Goyat, Paris, Éditions Robert Laffont, coll. « Pavillons », 2015, 468 p.  (ISBN 978-2-221-11145-1)[1]
- Dove mi trovo (2018) Publié en français sous le titre Où je suis, traduit de l'italien par Hélène Frappat, Paris, Éditions Chambon, 2021, 147 p.  (ISBN 9782330148973)

### Recueils de nouvelles
- Interpreter of Maladies (1999) Publié en français sous le titre L'Interprète des maladies, traduit par Jean-Pierre Aoustin, Paris, Mercure de France, coll. « Bibliothèque étrangère », 2000, 239 p.  (ISBN 2-7152-2131-2)
- Unaccustomed Earth (2008) Publié en français sous le titre Sur une terre étrangère, traduit par Bernard Cohen, Paris, Éditions Robert Laffont, coll. « Pavillons », 2010, 526 p.  (ISBN 978-2-221-11091-1)

### Autre publication
- In altre parole (2015) Publié en français sous le titre En d’autres mots, traduit de l’italien par Jérôme Orsoni, Arles, France, Actes Sud, coll. « Un endroit où aller », 2015, 144 p.  (ISBN 978-2-330-05654-4)

## Adaptation
- 2006 : Un nom pour un autre (The Namesake), film américano-indien réalisé par Mira Nair, d'après le roman éponyme, avec Kal Penn, Tabu et Irfan Khan